# Makás
Los makás, mac'as o macás son un pueblo indígena originario del Chaco Boreal, en Paraguay, Argentina y Brasil; que hoy viven principalmente en la Nueva Colonia Indígena Maká, ubicada en la localidad de Mariano Roque Alonso, y algunos en los suburbios de la ciudad de Asunción, así como también en la provincia argentina de Formosa sobre todo en la ciudad de Clorinda.
La lengua maká forma parte de la familia lingüística mataco-guaicurú, subfamilia mataco-mataguaya, diferenciándose los dialectos mak'a o towolhi y el enimagá o kochaboth. Pocos conocen el idioma español o el guaraní paraguayo.

## Población
De acuerdo a los censos indígenas paraguayos la población maká era de 6080 personas en 1981, 1061 en 1992 y 1282 en 2002 (249 de ellos radicados en el Chaco boreal). El censo de 2002 mostró que el 77,4% de los makás viven en áreas urbanas.
Para el censo 2002 la población maká se distribuía en los departamentos:
- Itapúa: 47 personas en la comunidad de Ita Paso del distrito Encarnación.
- Alto Paraná: 96 personas en la comunidad Micro Centro del distrito Ciudad del Este.
- Central: 413 personas en la comunidad Corumbá Cué del distrito Mariano Roque Alonso.
- Presidente Hayes: 539 personas en la comunidad Kenkukek del distrito Villa Hayes.
- Boquerón: 10 personas.

De acuerdo a los resultados del III Censo Nacional de Población y Viviendas para Pueblos Indígenas de 2012 en Paraguay viven 1892 makás, de los cuales 1283 en Asunción y en el departamento Central, 410 en el departamento de Presidente Hayes, 167 en el departamento de Alto Paraná y 32 en el departamento de Itapúa.

## Historia
Los antepasados de los makás eran una tribu mataca del Chaco sudoriental que tomaron elementos de sus vecinos guaicurúes, vilelas y calchaquíes, adoptando el estilo de vida ecuestre y emigrando luego al norte del estero Patiño en el Chaco Boreal. Los makás son identificados con los enimaga que menciona el padre Sánchez Labrador en 1761 en el Chaco central, y los inimaca que menciona Morillo en 1780. Los makás establecieron alianzas con los chulupíes, los enlhet y los enxet en contra de sus enemigos pilagás y tobas.
La conquista del Chaco argentino a finales del siglo XIX y principios del siglo XX hizo que tribus desplazadas de tobas y pilagás convivieran en alianza con un grupo maká en el asentamiento de Pozo Navagán al sur del río Pilcomayo en el actual territorio argentino. Se conoce que a fines de la década de 1910 existían tres grupos que se identificaban como makás, cada uno de ellos liderado por un cacique:
- Un grupo en las nacientes del río Montelindo, los tefe´yak, aliados de los lenguas occidentales;
- Un grupo en las nacientes y curso superior del río Confuso, los aseptiketiheylhets, aliados de los chulupíes;
- Un grupo al sur del Pilcomayo en el área del salto Palmar, centrado en Pozo Navagán en alianza con los pilagás, los ipholhhelhlhup.

A comienzos de 1919 se quebró la alianza que bajo el mando del cacique pilagá Garcete existía entre los grupos maká y pilagá. Los primeros, conducidos por el cacique Capote, emigraron desde la comunidad de Chiko Dawagán hacia el Chaco Boreal, asentándose entre las nacientes de los ríos Confuso y Montelindo, afluentes del río Paraguay, entre los otros dos grupos makás. 
El 19 de marzo de 1919 un grupo de indígenas del Chaco Boreal atacaron el fortín argentino Yunká (hoy Fortín Sargento Primero Leyes a 10 km del río Pilcomayo, en la actual provincia de Formosa) matando a toda la guarnición y a los pobladores que se encontraban en el lugar. Aunque los pilagás del cacique Garcete fueron acusados del ataque y recibieron las represalias del Ejército Argentino, ninguna prueba pudo ser lograda contra ellos. Años más tarde un grupo de makás se presentó a una guarnición argentina portando carabinas de los soldados asesinados en Yunká por lo que este pueblo ha quedado sospechado de la masacre. 
En 1931 J. Vellard identificó 7 asentamientos makás en el Chaco Boreal, todos al norte y noroeste de las nacientes del Confuso. Los makás participaron de la guerra del Chaco auxiliando al ejército paraguayo, aunque hacia 1933 algunos makás fueron desplazados al sur del Pilcomayo por irregulares paraguayos y luego el militar ruso Juan Belaieff los utilizó como auxiliares interviniendo en las acciones en el área del fortín Nanawa.
La Colonia Fray Bartolomé de las Casas de 335 hectáreas en el departamento Presidente Hayes fue un asentamiento que ocuparon los makás en una isla del río Paraguay, frente a la localidad de Zevallos-Cué, a la altura del Jardín Botánico y Zoológico de Asunción. Fue establecida en 1942 con makás trasladados desde el interior del Chaco por Belaieff después de la guerra del Chaco debido a la desaparición de sus áreas de caza. Posteriormente se asentaron en la colonia otros grupos dispersos y en 1985 a causa de las inundaciones fueron relocalizados en la Nueva Colonia Indígena Maká, de 10 hectáreas. Una de sus principales actividades es la venta de artesanías.